# カンタベリー・ロック
カンタベリー・ロック（Canterbury scene）は、イングランドのカンタベリーの出身者を中心とするプログレッシブ・ロック系のバンドやミュージシャンによって生み出された音楽の総称である。1960年代後半から1970年代にかけて最盛期を迎えた。
日本ではカンタベリー・ミュージック、カンタベリー・サウンド、カンタベリー系と呼ばれることもある。

## 概略
1964年にカンタベリーで結成されたワイルド・フラワーズから、カンタベリー・ロックを代表するソフト・マシーンとキャラヴァンが生まれた。メンバーの離合集散とともに人脈がさらに広がり、ジャンルとしてくくられるほどの存在感を示すようになっていった。
当初は1960年代のサイケデリック・ロックの影響が強く、1970年代になって即興演奏を中心としたジャズ・ロック色が濃くなった。総じて曲は複雑かつ難解で商業主義とはほど遠いが、過剰すぎず、安定感のあるテクニックで独特のポップセンスを表現した音楽性は世界中に少なからぬ熱心なファンを有してきた。

## 主なアーティスト

### バンド

#### カンタベリー・ロックの起源
- ワイルド・フラワーズ (The Wilde Flowers)

#### 5大バンド
カンタベリー・ロックの中心をなした。
- ソフト・マシーン (Soft Machine)
- キャラヴァン (Caravan)
- ゴング (Gong)
- ハットフィールド・アンド・ザ・ノース (Hatfield and the North)
- ナショナル・ヘルス (National Health)

#### その他
- ブルーフォード (Bruford)
- キャラヴァン・オブ・ドリームス (Caravan of Dreams)
- センティピード (Centipede)
- コーマス (Comus)
- デリヴァリー (Delivery)
- エッグ (Egg) ※旧名ユリエル (Uriel、アーザケル)
- ギルガメッシュ (Gilgamesh)
- ヘンリー・カウ (Henry Cow)
- イン・カフーツ (In Cahoots)
- アイソトープ (Isotope)
- ケヴィン・エアーズ・アンド・ザ・ホール・ワールド (Kevin Ayers and the Whole World)
- カーン (Khan)
- マッチング・モウル (Matching Mole)
- マッシュ (Mashu)
- ミラージュ (Mirage)
- ポライト・フォース (The Polite Force)
- クワイエット・サン (Quiet Sun)
- ショート・ウェーヴ (Short Wave)
- スラップ・ハッピー (Slapp Happy)
- ソフト・ヒープ (Soft Heap)
- スパイロジャイラ (Spirogyra)
- スーパーシスター (Supersister)

### ミュージシャン
- デヴィッド・アレン (Daevid Allen)
- ケヴィン・エアーズ (Kevin Ayers)
- フレッド・ベイカー (Fred Thelonious Baker)
- デヴィッド・ベッドフォード (David Bedford)
- ビル・ブルーフォード (Bill Bruford)
- モント・キャンベル (Mont Campbell)
- リンゼイ・クーパー (Lindsay Cooper)
- ロル・コックスヒル (Lol Coxhill)
- クリス・カトラー (Chris Cutler)
- エルトン・ディーン (Elton Dean)
- フレッド・フリス (Fred Frith)
- バーバラ・ガスキン (Barbara Gaskin)
- アラン・ゴーウェン (Alan Gowen)
- ジョン・グリーヴス (John Greaves)
- ジミー・ヘイスティングス (Jimmy Hastings)
- パイ・ヘイスティングス (Pye Hastings)
- マーク・ヒウィンズ (Mark Hewins)
- スティーヴ・ヒレッジ (Steve Hillage)
- ティム・ホジキンソン (Tim Hodgkinson)
- アラン・ホールズワース (Allan Holdsworth)
- ブライアン・ホッパー (Brian Hopper)
- ヒュー・ホッパー (Hugh Hopper)
- ジャッコ・ジャクジク (Jakko Jakszyk)
- カール・ジェンキンス (Karl Jenkins)
- ダグマー・クラウゼ (Dagmar Krause)
- ジェフ・リー (Geoff Leigh)
- ピーター・レマー (Peter Lemer)
- ビル・マコーミック (Bill MacCormick)
- フィル・マンザネラ (Phil Manzanera)
- パトリス・メイヤー (Patrice Meyer)
- フィル・ミラー (Phil Miller)
- スティーヴ・ミラー (Steve Miller)
- ピエール・ムーラン (Pierre Moerlen)
- マイク・オールドフィールド (Mike Oldfield)
- フランソワ・オヴィド (François Ovide)
- ピップ・パイル (Pip Pyle)
- マイク・ラトリッジ (Mike Ratledge)
- ジェフリー・リチャードソン (Geoffrey Richardson)
- デイヴ・シンクレア (Dave Sinclair)
- リチャード・シンクレア (Richard Sinclair)
- ジリ・スマイス (Gilli Smyth)
- デイヴ・スチュワート (Dave Stewart)
- セオ・トラヴィス (Theo Travis)
- アンディ・ウォード (Andy Ward)
- ロバート・ワイアット (Robert Wyatt)

## 主なレコード・レーベル
- バーニング・シェッド (Burning Shed)
- デッカ・レコード (Decca Records)
  - デラム・レコード (Deram Records)
- ムーンジューン・レコード (Moonjune Records)
- キュニフォーム・レコード (Cuneiform Records)
- レコメンデッド・レコード (Recommended Records)
- ヴァージン・レコード (Virgin Records)
  - キャロライン・レコード (Caroline Records)
- コロムビア・レコード (Columbia Records)
- ハーヴェスト・レコード (Harvest Records) ※EMI内
- ハックス・レコード (Hux Records)
- ヴァーティゴ (Vertigo Records)
- ヴォイスプリント・レコード (Voiceprint Records)